# Lista de assentamentos rurais em Mirante do Paranapanema
Esta é uma lista de assentamentos rurais em Mirante do Paranapanema, o maior município do Pontal do Paranapanema em número de famílias assentadas. Abaixo, são listados todos os assentamentos, desde criação da primeira unidade.
| #  | Nome do projeto                     | Lotes | Área (ha) | Data de criação |
| -- | ----------------------------------- | ----- | --------- | --------------- |
| 1  | Estrela D'Alva                      | 31    | 784,50    | jan. 1995       |
| 2  | São Bento                           | 182   | 5.190,50  | jan. 1995       |
| 3  | Irmã Dulce (ou Santa Clara)         | 46    | 976,45    | jan. 1995       |
| 4  | Arco-Íris                           | 105   | 2.606,79  | dez. 1995       |
| 5  | Canaã                               | 55    | 1.223,74  | dez. 1995       |
| 6  | Flor Roxa                           | 39    | 953,67    | dez. 1995       |
| 7  | Haroldina                           | 71    | 1.964,89  | dez. 1995       |
| 8  | King Meat                           | 46    | 1.134,50  | dez. 1995       |
| 9  | Santa Carmen                        | 37    | 1.043,01  | dez. 1995       |
| 10 | Santa Cruz                          | 17    | 294,03    | dez. 1995       |
| 11 | Santana                             | 29    | 212,00    | dez. 1995       |
| 12 | Lua Nova                            | 17    | 375,00    | jun. 1996       |
| 13 | Novo Horizonte                      | 57    | 1.540,59  | jun. 1996       |
| 14 | Pontal (ou Santa Clara II)          | 13    | 232,00    | jun. 1996       |
| 15 | Santa Cristina                      | 35    | 837,90    | jun. 1996       |
| 16 | Santa Isabel                        | 70    | 492,00    | jun. 1996       |
| 17 | Santa Lúcia                         | 24    | 597,27    | jun. 1996       |
| 18 | Santa Rosa                          | 24    | 692,00    | jun. 1996       |
| 19 | Santo Antônio                       | 17    | 532,00    | jun. 1996       |
| 20 | Vale dos Sonhos                     | 23    | 617,94    | jun. 1996       |
| 21 | Washington Luís                     | 16    | 343,24    | jun. 1996       |
| 22 | Santa Apolônia                      | 104   | 2.657,74  | dez. 1996       |
| 23 | Alvorada                            | 21    | 565,43    | mar. 1997       |
| 24 | Marco II                            | 9     | 242,96    | abr. 1997       |
| 26 | Nossa Senhora Aparecida             | 36    | 175,03    | nov. 1997       |
| 26 | Repouso (ou Santo Antônio II)       | 21    | 515,05    | dez. 2000       |
| 27 | Antônio Conselheiro                 | 65    | 1.078,58  | nov. 2000       |
| 28 | Paulo Freire                        | 62    | 1.196,00  | nov. 2000       |
| 29 | Roseli Nunes                        | 55    | 2.082,75  | mar. 2003       |
| 30 | Santo Antônio I e II (ou Pelegrini) | 24    | 495,69    | mar. 2005       |
| 31 | Margarida Alves                     | 90    | 1.203     | 2006            |
| 31 | Asa Branca                          | 21    | 490,00    | dez. 2009       |
| 32 | Irmã Dorothy Stang                  | 35    | 543,00    | ago. 2016       |

## Ligações Externas

#### Reportagens da TV Fronteira sobre as primeiras ocupações em Mirante do Paranapanema
Invasão a Fazenda Estrela D'Alva em 1994 Invasão a Fazenda Estrela D'Alva em 1994
Destruição de benfeitorias na Fazenda Estrela D'Alva por ocupantes